# Belgian Juniors 2013
Das Belgian Juniors 2013 als bedeutendstes internationales Nachwuchsturnier von Belgien im Badminton fand vom 20. bis zum 22. September 2013 in Herstal statt.

## Sieger und Platzierte
| Disziplin    | Gold                             | Silber                         | Bronze                       |
| ------------ | -------------------------------- | ------------------------------ | ---------------------------- |
| Herreneinzel | Mark Caljouw                     | Fabian Roth                    | Justin Teeuwen               |
| Herreneinzel | Mark Caljouw                     | Fabian Roth                    | Lars Schänzler               |
| Dameneinzel  | Yvonne Li                        | Ira Banerjee                   | Mariya Mitsova               |
| Dameneinzel  | Yvonne Li                        | Ira Banerjee                   | Lole Courtois                |
| Herrendoppel | Johannes Pistorius Marvin Seidel | Mark Caljouw Justin Teeuwen    | Ruben Jille Alex Vlaar       |
| Herrendoppel | Johannes Pistorius Marvin Seidel | Mark Caljouw Justin Teeuwen    | Adam Hall Josh Neil          |
| Damendoppel  | Ira Banerjee Jessica Pugh        | Lara Käpplein Jennifer Karnott | Alida Chen Dorien Lups       |
| Damendoppel  | Ira Banerjee Jessica Pugh        | Lara Käpplein Jennifer Karnott | Linda Efler Eva Janssens     |
| Mixed        | Fabian Roth Jennifer Karnott     | Ruben Jille Alida Chen         | Adam Hall Heather MacPherson |
| Mixed        | Fabian Roth Jennifer Karnott     | Ruben Jille Alida Chen         | Max Weißkirchen Eva Janssens |